# Île Jan Mayen
Vous lisez un « article de qualité » labellisé en 2007.
Pour les articles homonymes, voir Jan et Mayen (homonymie).
L'île Jan Mayen, en norvégien Jan Mayen, est un territoire de la Norvège constitué d'une île située en mer de Norvège, à sa limite avec la  mer du Groenland, et dont l'administration est confiée au comté de Nordland. Après sa découverte au début du XVIIe siècle par des baleiniers, l'île n'est revendiquée par aucune nation et sert seulement de base pour la chasse à la baleine ou la chasse au Renard polaire (Vulpes lagopus). Elle devient un lieu d'études scientifiques lors de la première année polaire internationale durant l'hiver 1882-1883. Ce n'est qu'en 1929 que la Norvège en prend la possession exclusive et l'utilise comme base météorologique dans un premier temps, puis de radionavigation à partir de 1959.
L'île Jan Mayen étant sous l'influence d'un climat polaire, sa seule formation végétale est une toundra et sa faune est principalement composée d'oiseaux de mer. L'île est le sommet émergé d'un volcan formé par un point chaud et culminant au Beerenberg à 2 277 mètres d'altitude. L'éloignement de l'île Jan Mayen des terres émergées les plus proches, conjugué à la rudesse du climat, n'a pas favorisé l'implantation humaine qui se résume à des équipes scientifiques et techniques saisonnières basées à Olonkinbyen.

## Géographie

### Localisation

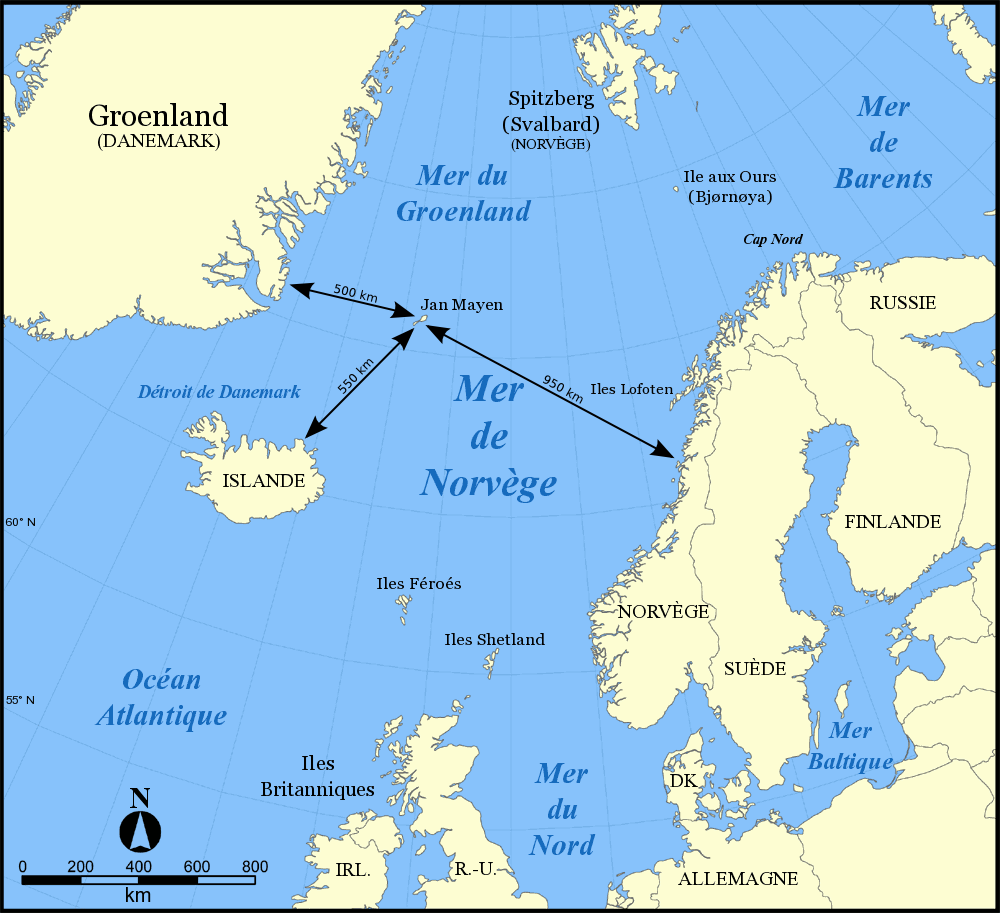
Situation de l'île Jan Mayen dans l'océan Arctique.

L'île Jan Mayen est une île européenne relativement isolée, située en mer de Norvège, dont elle est l'une des îles les plus occidentales avec l'Islande, en bordure de la mer du Groenland située au nord-ouest,.
L'île Jan Mayen ne fait pas partie d'un archipel et n'est accompagnée par aucune autre île secondaire ou îlot. Par conséquent, la terre la plus proche est formée par les côtes orientales du Groenland (71° 19′ 54″ N, 21° 37′ 59″ O) à 457 km à l'ouest. L'Islande se trouve à 544 km au sud-ouest, le Svalbard à 948 km au nord-est et la Norvège continentale à 952 km à l'est.
L'île étant située au-delà du parallèle de 66° 33' 42" de latitude nord qui constitue le cercle arctique et n'étant entourée par aucune terre habitée, elle se trouve loin de toute route maritime commerciale importante.

### Géographie physique

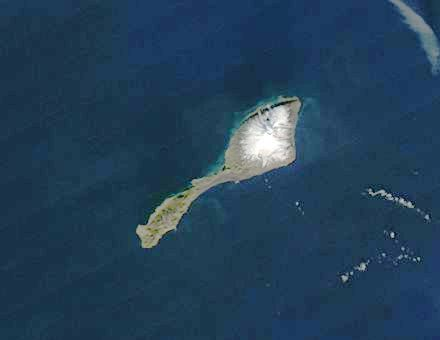
Image satellite de l'île Jan Mayen en été.

L'île Jan Mayen est une île de forme allongée orientée nord-est/sud-ouest et de 377 km2 de superficie. Mesurant 53,6 kilomètres de longueur pour 15,8 kilomètres de largeur au maximum, elle est constituée de deux ensembles géographiques reliés par un isthme large de 2,5 kilomètres. Le point le plus au nord de l'île est le Nordkapp, en français « cap Nord », formé au cours de l'éruption de 1985 du Beerenberg, et le plus au sud est le Sørkapp, en français « cap Sud ». Le point le plus à l'ouest de l'île, Høybergodden, est aussi le point le plus occidental de la Norvège.
La partie nord-est de l'île Jan Mayen appelée Nord-Jan (no), en français « Jan Nord », de forme elliptique, est constituée par le point culminant de l'île — le Haakon VII Toppen (ceb) du volcan qui s'élève à 2 277 mètres d'altitude — et par sa base formée de différentes bouches éruptives et de coulées de lave. La partie sud-ouest de l'île, appelée Sør-Jan (no), en français « Jan Sud », est un massif montagneux allongé, peu élevé, culminant à 769 mètres d'altitude au Rudolftoppen et formé d'une imbrication de cratères, de cônes et de dômes volcaniques et de leurs produits éruptifs tels des laves et tephras. Ces deux ensembles encadrent deux baies de part et d'autre de l'isthme : l'Engelskbukta (en), en français « baie des Anglais », ouverte au nord-ouest sur la mer du Groenland et la Rekvedbukta (en), en français « baie du bois flotté », ouverte au sud-est sur la mer de Norvège.
Le littoral, long de 124,1 kilomètres, est formé en majorité de falaises et de côtes rocheuses. Seul l'isthme est en partie constitué de dépôts marins ayant créé deux cordons littoraux délimitant deux lagunes : Nordlaguna (en), en français « Lagune du nord », du côté nord et Sørlaguna (en), en français « Lagune du sud », la plus grande, du côté sud. D'autres petites baies comme Guinea-bukta, en français « baie de Guinée », ou Kvalrossabukta, en français « baie du morse », se trouvent sur les côtes de Sør-Jan. L'île Jan Mayen se trouve à la limite de la banquise d'hiver qui entoure le Groenland. Toutefois, ces glaces se font de plus en plus rares avec le changement climatique de la planète.
Bien que l'île Jan Mayen ne comporte aucun cours d'eau, l'eau douce est présente sur l'île sous la forme de petits lacs mais surtout par la calotte glaciaire qui recouvre la majeure partie du Beerenberg sur 115 km2 de superficie soit près d'un tiers de l'île. Cette couche de glace, dont les parties basses fondent durant les mois les plus chauds, forme des langues glaciaires dont cinq atteignent la mer. La calotte glaciaire est toutefois en recul et les glaciers sont soumis à d'importants vêlages vraisemblablement en raison du changement climatique mondial.

### Géologie

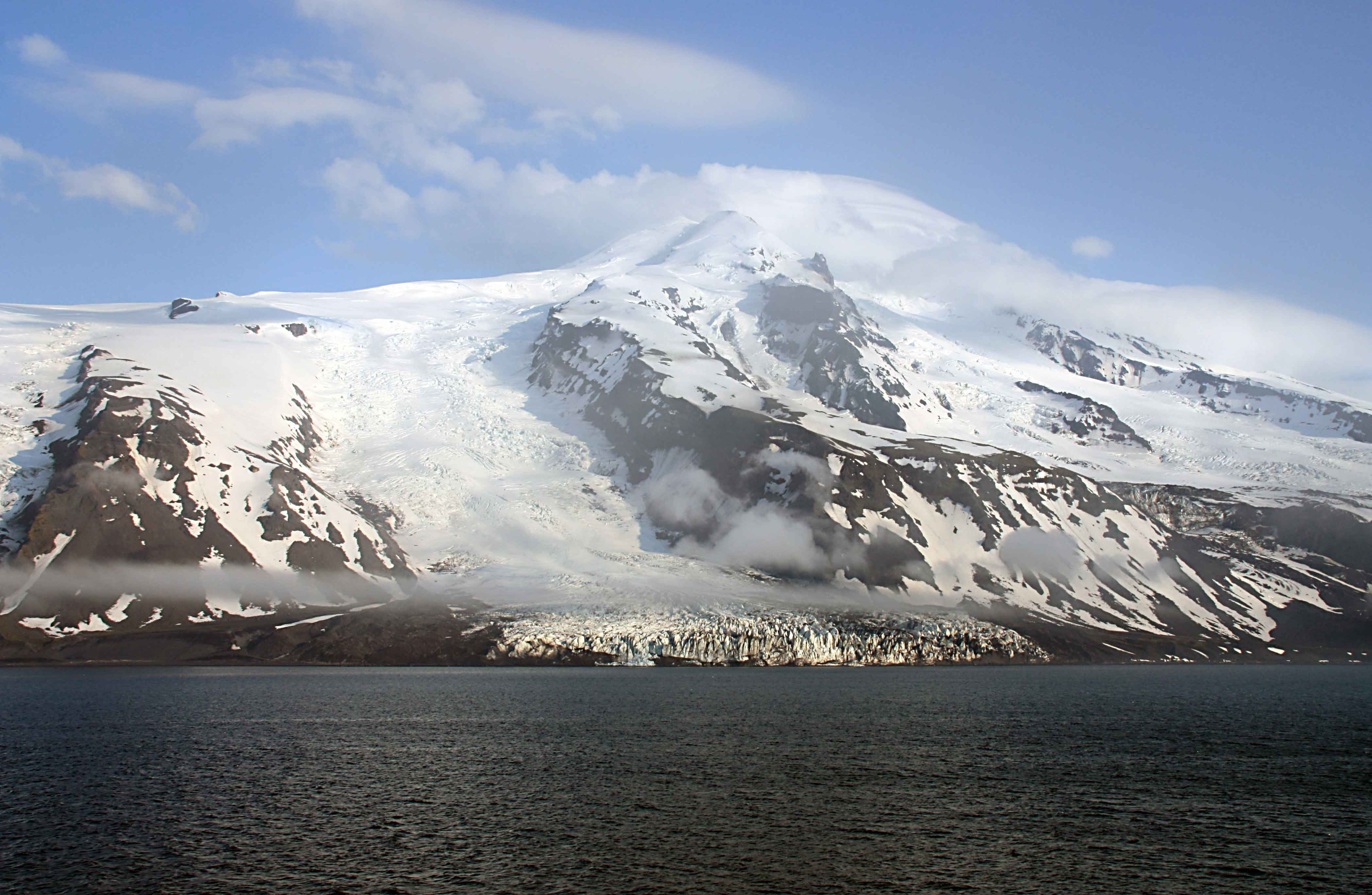
Le Beerenberg et ses glaciers côtiers vu depuis l'ouest.

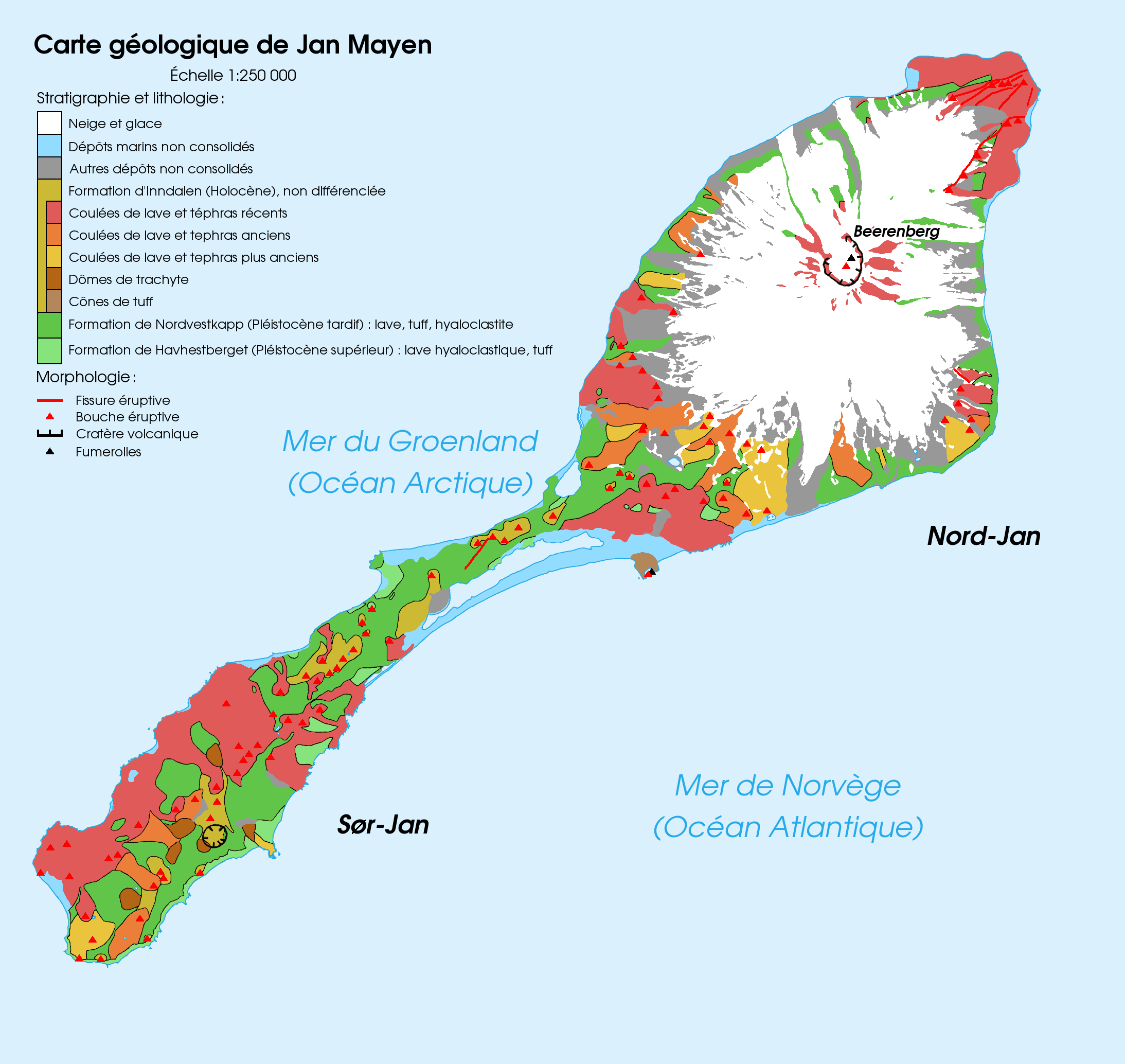
Carte géologique de l'île Jan Mayen.

L'île Jan Mayen est une île volcanique en activité, située sur la plaque eurasiatique, relativement récente car âgée de moins de 700 000 ans et formée par un point chaud situé pratiquement à l'aplomb de la dorsale médio-atlantique. Une section de cette dorsale, la dorsale Mohns orientée nord-est/sud-ouest et se terminant à proximité des côtes nord de l'île, est interrompue par la zone de fracture de Jan Mayen, une faille transformante orientée nord-ouest/sud-est. Sur cette zone de fracture, à 170 kilomètres au nord-ouest de l'île Jan Mayen, une autre section de dorsale trouve son origine. Il s'agit de la dorsale Kolbeinsey, orientée nord-est/sud-ouest, et qui s'achève dans le nord de l'Islande.
Une centaine de bouches éruptives, six dômes de trachytes et une dizaine de fissures éruptives répartis sur l'ensemble de l'île ont émis depuis la fin du Pléistocène des laves basaltiques alcalines et des trachytes composant la majorité des roches présentes en surface de l'île. Le reste de ses roches de surface est constitué par des matériaux volcaniques remaniés par les courants marins et formant des plages et des cordons littoraux au fond de certaines baies de l'île ou mobilisés par les glaciers et leurs eaux de fonte.
Le Beerenberg, stratovolcan culminant à 2 277 mètres d'altitude et recouvert de 115 km2 de glaces, forme le Nord-Jan, la partie nord de l'île. Il est le principal volcan de l'île Jan Mayen et le volcan aérien le plus au nord de la Terre. Sur son flanc nord-est, en 1970 et en 1985, des éruptions fissurales ont entraîné l'agrandissement de l'île lorsque les coulées de lave basaltique se sont jetées dans la mer.
Le Sør-Jan, la partie sud de l'île, regroupe quant à elle le plus grand nombre de bouches éruptives représentées par un ensemble de cratères, de cônes de scories, de dômes de trachytes et de leurs produits éruptifs composés de laves et de tephras.

### Climat

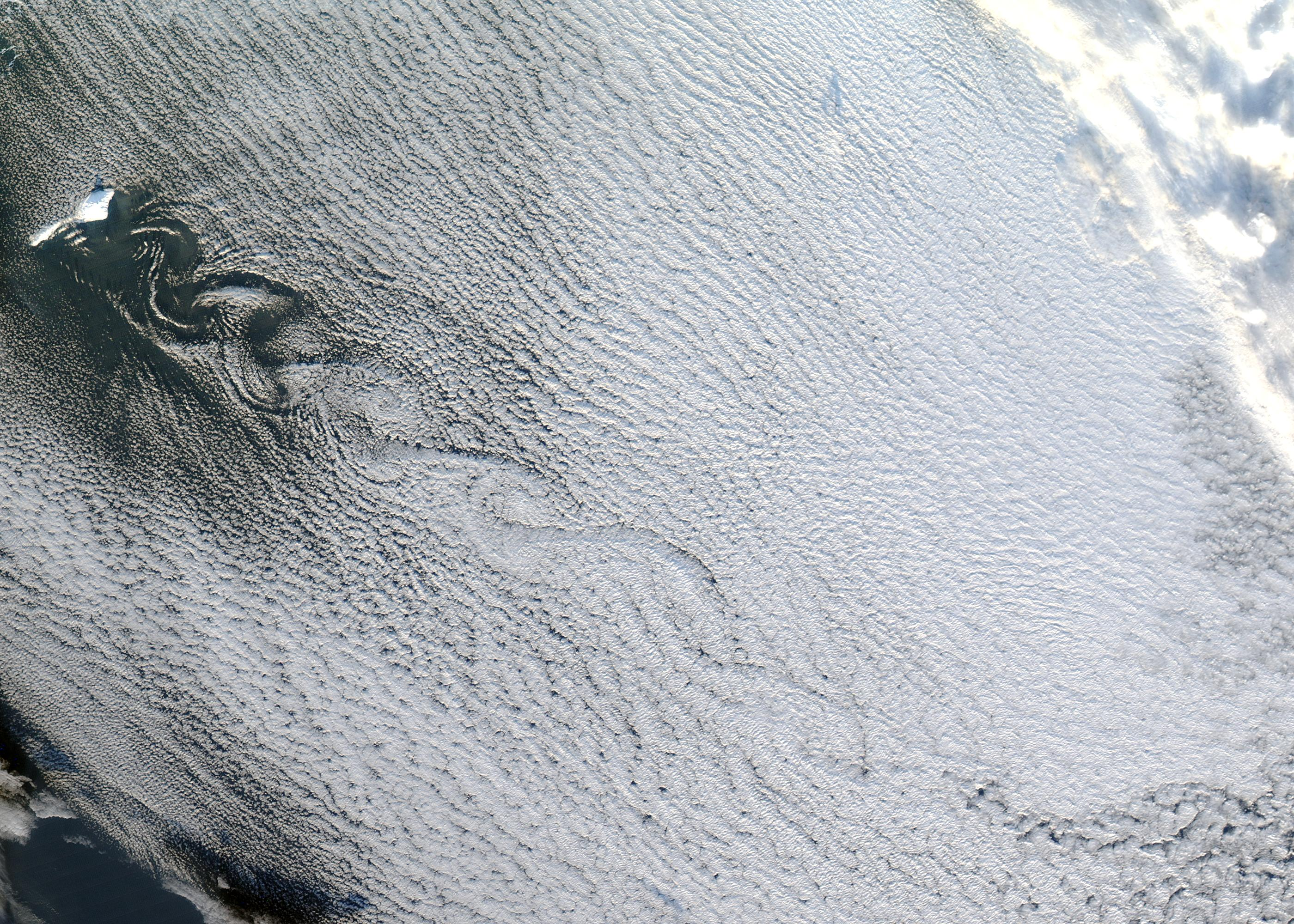
Image satellite de l'île Jan Mayen et d'une allée de tourbillons de Karman matérialisée par des nuages modelés par les vortex se dirigeant vers le sud-est.

L'île Jan Mayen se situe sous des latitudes élevées et au contact de deux courants marins et de leurs masses d'air associées : venant du nord, le courant froid du Groenland oriental asséchant l'air et chargé d'icebergs en mars rencontre la dérive nord atlantique venant du sud et amenant de l'humidité atmosphérique. Cette situation soumet l'île à un climat polaire néanmoins radouci par des influences maritimes ce qui occasionne de fréquents orages et du brouillard persistant. L'ensoleillement est aussi affecté par la position septentrionale de l'île située au-delà du cercle arctique avec l'apparition d'une nuit polaire avec obscurité complète de mi-novembre à fin janvier et d'un soleil de minuit avec disque solaire complet de mi-mai à fin juillet.
Les moyennes mensuelles des températures (courbe rouge du diagramme climatique) varient de +4,9 °C en août à −6,1 °C en février et mars avec une moyenne annuelle à −1,4 °C. Les records de température sont de −28,4 °C en février 1965 et +18,1 °C en juin 1953. Les précipitations (courbe bleue du diagramme climatique) sont relativement faibles avec une moyenne annuelle de 613 millimètres pour des précipitations mensuelles moyennes variant de 36 millimètres en juin à 83 millimètres en octobre. Ces précipitations, conjuguées aux basses températures, sont propices à la formation et au maintien de la calotte glaciaire présente sur le Beerenberg.
Isolée au milieu de l'océan, l'île Jan Mayen n'est pas protégée du vent catabatique arrivant directement des zones arctiques situées au nord et du Groenland situé à l'ouest. Très fréquent, celui-ci abaisse la température ressentie par un phénomène de refroidissement éolien, diminuant la température de 20 °C pour un vent de 102,6 km/h. Ce vent de nord peut être à l'origine d'une onde orographique formant des nuages lenticulaires mais surtout pouvant provoquer une allée de tourbillons de Karman en rencontrant le Beerenberg. Les cellules tourbillonnantes formées par ce phénomène peuvent atteindre jusqu'à vingt-cinq kilomètres de diamètre et persister sur des centaines de kilomètres, rendant alors dangereuse l'approche de l'île Jan Mayen par des avions venant du sud.

Diagramme climatique annuel de l'île Jan Mayen : la courbe rouge représente la courbe des températures et la courbe bleue, celle des précipitations.

| Mois                                  | jan.       | fév.       | mars       | avril      | mai       | juin      | jui.      | août      | sep.      | oct.     | nov.       | déc.       | année      |
| ------------------------------------- | ---------- | ---------- | ---------- | ---------- | --------- | --------- | --------- | --------- | --------- | -------- | ---------- | ---------- | ---------- |
| Température minimale moyenne (°C)     | −4,9       | −5,4       | −5,6       | −3,9       | −1,1      | 1,6       | 4,3       | 5         | 3,2       | −0,1     | −2,6       | −4,4       | −1,16      |
| Température moyenne (°C)              | −2,9       | −3,4       | −3,8       | −2,2       | 0,4       | 3,3       | 5,8       | 6,4       | 4,6       | 1,4      | −1         | −2,5       | 0,51       |
| Température maximale moyenne (°C)     | −0,9       | −1,5       | −1,9       | −0,5       | 1,9       | 4,9       | 7,4       | 7,8       | 5,9       | 2,9      | 0,7        | −0,6       | 2,17       |
| Record de froid (°C) date du record   | −26,9 1966 | −28,4 1963 | −26,8 1969 | −21,4 1942 | −12 1978  | −5,1 1923 | −3,2 1968 | −2,3 1941 | −5,2 1954 | −18 1968 | −19,5 1964 | −24,2 1968 | −28,4 1963 |
| Record de chaleur (°C) date du record | 9,5 2007   | 10 1965    | 8 1984     | 10,3 2007  | 14,3 2017 | 18,1 1953 | 18 2018   | 17 2019   | 14,2 2015 | 15 1961  | 10 1953    | 12,3 2001  | 18,1 1953  |
| Ensoleillement (h)                    | 0          | 28         | 62         | 120        | 155       | 150       | 124       | 93        | 60        | 31       | 0          | 0          | 823        |
| Précipitations (mm)                   | 76,2       | 63,4       | 66,7       | 48,2       | 49,8      | 29,6      | 43        | 70,4      | 93,9      | 85,3     | 81,4       | 82,2       | 790,1      |
| Nombre de jours avec précipitations   | 13         | 11         | 12         | 9          | 8         | 8         | 8         | 11        | 13        | 15       | 13         | 13         | 134        |
| Humidité relative (%)                 | 83         | 83         | 84         | 83         | 85        | 87        | 89        | 87        | 83        | 83       | 81         | 82         | 84,2       |

| Diagramme climatique                                  |              |              |              |             |            |          |          |            |             |             |              |
| J                                                     | F            | M            | A            | M           | J          | J        | A        | S          | O           | N           | D            |
| −0,9−4,976,2                                          | −1,5−5,463,4 | −1,9−5,666,7 | −0,5−3,948,2 | 1,9−1,149,8 | 4,91,629,6 | 7,44,343 | 7,8570,4 | 5,93,293,9 | 2,9−0,185,3 | 0,7−2,681,4 | −0,6−4,482,2 |
| Moyennes : • Temp. maxi et mini °C • Précipitation mm |              |              |              |             |            |          |          |            |             |             |              |

### Faune

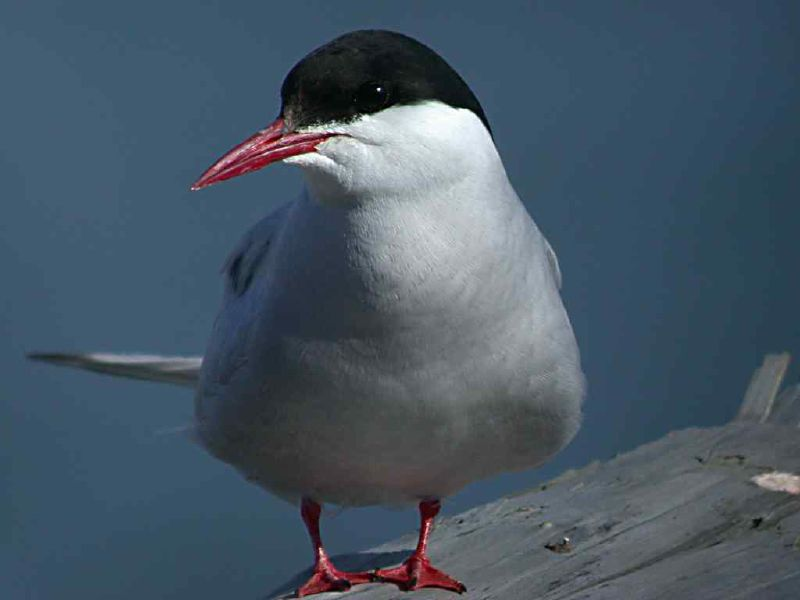
Sterne arctique au Svalbard en juillet 2004.

L'île Jan Mayen n'abrite plus de mammifère terrestre depuis 1990, les Renards polaires (Vulpes lagopus) ayant été exterminés par les trappeurs norvégiens au début du XXe siècle et les Ours blancs (Ursus maritimus) ne s'aventurant plus autant au sud avec la fonte prononcée de la banquise hivernale.
Les eaux côtières de l'île Jan Mayen sont très poissonneuses et attirent de nombreux cétacés comme la Baleine boréale (Balaena mysticetus), la Baleine à bosse (Megaptera novaeangliae), la Baleine de Minke (Balaenoptera acutorostrata), le Rorqual commun (B. physalus), la Baleine bleue (B. musculus), le Rorqual boréal (B. borealis), l'Hypérodon boréal (Hyperoodon ampullatus), l'Orque (Orcinus orca), le Dauphin à nez blanc (Lagenorhynchus albirostris), des Morses (Odobenus rosmarus) ainsi que de nombreux oiseaux de mer qui, avec près de 500 000 couples reproducteurs, représentent les animaux les plus abondants sur l'île. Au total, 120 espèces d'oiseaux y ont été recensées.
Les oiseaux les plus communs sont l'Eider à duvet (Somateria mollissima), la Sterne arctique (Sterna paradisaea), le Guillemot à miroir (Cepphus grylle), le Mergule nain (Alle alle), le Macareux moine (Fratercula arctica), le Fulmar boréal (Fulmarus glacialis), la Mouette tridactyle (Rissa tridactyla) et le Guillemot de Brünnich (Uria lomvia), ces trois dernières espèces étant les principales espèces nicheuses sur l'île.

### Flore

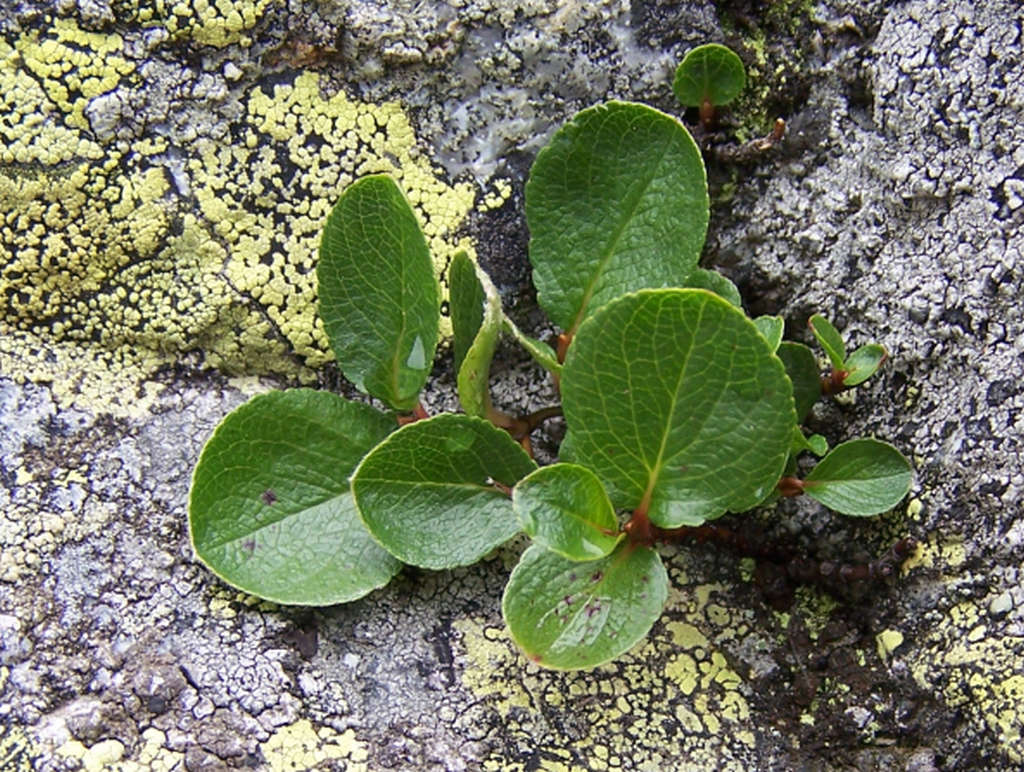
Saule nain dans les Tatras en Pologne.

En raison du climat polaire, la seule formation végétale rencontrée sur l'île Jan Mayen est une toundra principalement formée d'herbes et de mousses. Celle-ci est composée de 74 espèces végétales représentées par quatre ptéridophytes, 53 dicotylédones et dix-sept monocotylédones dont trois espèces de pissenlits endémiques qui sont Taraxacum brachyrhynchum, Taraxacum recedens et Taraxacum torvum et neuf espèces de champignons.
Parmi les espèces végétales présentes sur l'île Jan Mayen, on peut rencontrer une sous-espèce boréale du Prêle des champs (Equisetum arvense), des carex, des luzules, des pâturins, des céraistes, des potentilles, des renoncules, y compris des Renoncules des glaciers (Ranunculus glacialis), de l'oseille, des saxifrages, des silènes, des pissenlits, des véroniques, etc.
L'île Jan Mayen ne possède pas de forêts mais on y rencontre pourtant une espèce d'arbre. Il s'agit en fait d'une espèce de saule nain (Salix herbacea) dont la hauteur est comprise entre un et six centimètres et ayant des feuilles d'un à deux centimètres de longueur.

## Histoire

### Découverte

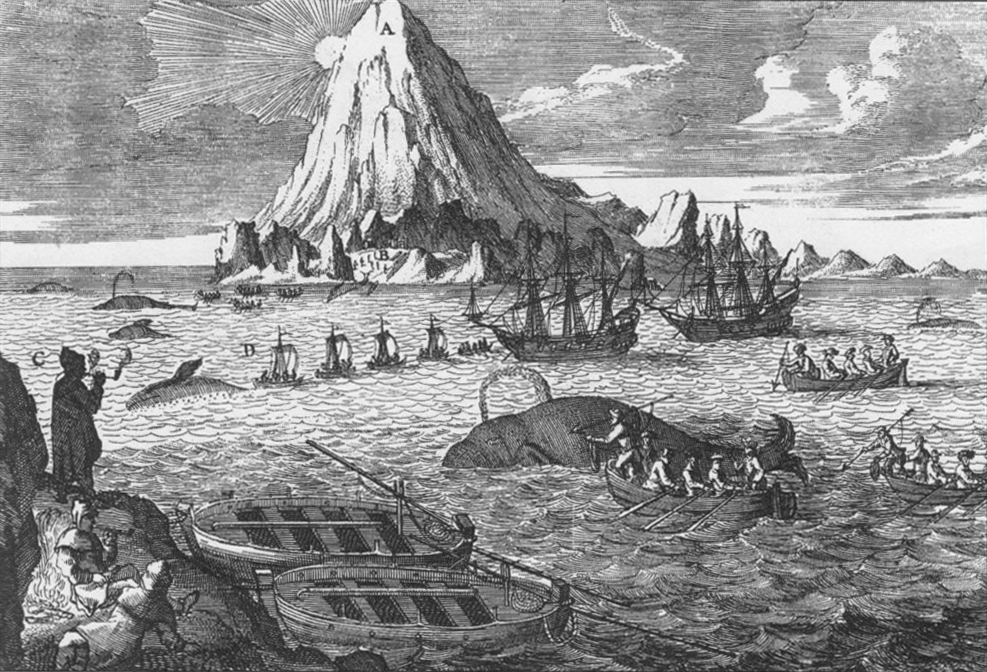
Gravure du XVIIIe siècle montrant des scènes de chasse à la Baleine boréale par des Néerlandais à proximité de l'île Jan Mayen et du Beerenberg.

La découverte de l'île Jan Mayen est encore sujette à controverse. Le moine irlandais Brendan relate au VIe siècle qu'au cours d'un de ses voyages, il s'est approché d'une île noire crachant du feu dans un bruit assourdissant. Pensant avoir atteint les portes de l'Enfer, il n'y débarque pas. L'île Jan Mayen étant volcanique, il est possible qu'il l'ait découverte au moment d'une éruption. Ce sujet a été étudié par Eugène Beauvois dans la perspective d'une route maritime antique et médiévale. Il est également possible que les Vikings aient connu l'existence de l'île Jan Mayen car ils étaient présents entre autres en Norvège, aux îles Féroé, en Islande et au Groenland.
L'île Jan Mayen est découverte avec certitude au début du XVIIe siècle par des baleiniers néerlandais et britanniques à la recherche de nouvelles zones de pêche. De nombreux navigateurs revendiquent alors cette découverte, dont l'anglais Henry Hudson qui aurait lui aussi approché l'île sans y accoster en 1607 et l'aurait baptisée Hudson's Tutches ou Touches. La première découverte incontestée est attribuée à l'explorateur néerlandais Jan Jacobs May van Schellinkhout qui visite l'île en 1614. Son cartographe la baptise Jan Mayen après avoir cartographié ses côtes, constituant ainsi la preuve la plus ancienne de la découverte de l'île Jan Mayen.

### Premières occupations
L'île Jan Mayen n'est alors revendiquée par aucune puissance, mais sert de camp de base saisonnier durant deux périodes distinctes et de lieu d'étude scientifique durant la première année polaire internationale.
Ainsi, durant la première moitié du XVIIe siècle, des baleiniers établissent sur l'île plusieurs fonderies d'huile alimentées à partir de la graisse de baleine. Jusqu'à mille baleiniers vivent alors sur l'île Jan Mayen en période estivale au plus fort de la chasse à la baleine dans ce secteur. L'huile de baleine étant à l'époque très convoitée, des systèmes de défense sont construits sur l'île afin de protéger cette denrée des pillages comme l'attestent les deux canons retrouvés à la fin du XXe siècle. Un premier hivernage est tenté sur l'île en 1633 mais il échoue : aucun des sept hommes laissés sur l'île n'a survécu lorsque les pêcheurs reviennent l'année suivante. La surexploitation de la baleine boréale entraînant une baisse des populations dans ce secteur de l'océan Atlantique, l'île est peu à peu désertée entre 1640 et 1650 et ce pour les 230 années suivantes.
L'hiver 1882-1883 étant déclaré « première année polaire internationale », une équipe scientifique austro-hongroise choisit l'île Jan Mayen comme lieu d'étude en se basant à Maria Muschbukta, en français « baie Maria-Musch », inaugurant la vocation scientifique qui constitue la seule activité actuelle de l'île. Du 13 juillet 1882 au 6 août 1883, ils effectuent de nombreuses recherches comme des tests d'équipement et de matériel destiné aux futures expéditions polaires, des mesures de salinité et de température de la mer ainsi que du magnétisme, des collectes de plantes, d'animaux et de roches, produisent une cartographie de l'île due au géographe Josef Chavanne qui est utilisée jusque dans les années 1950 et effectuent le premier hivernage réussi sur l'île,.
Au début du XXe siècle, les Norvégiens commencent à venir sur l'île Jan Mayen, y passant même des hivers, afin d'y pratiquer la chasse. Leurs proies favorites sont les Renards polaires, très prisés pour leur fourrure, et parfois des Ours blancs. La chasse intensive réduisant de manière drastique les populations de renard et par là même les profits générés par cette activité, les chasseurs, découragés par l'aspect stérile de l'île Jan Mayen et la rudesse des conditions de vie, quittent l'île à la fin des années 1920.

### Souveraineté norvégienne

#### Prise de possession

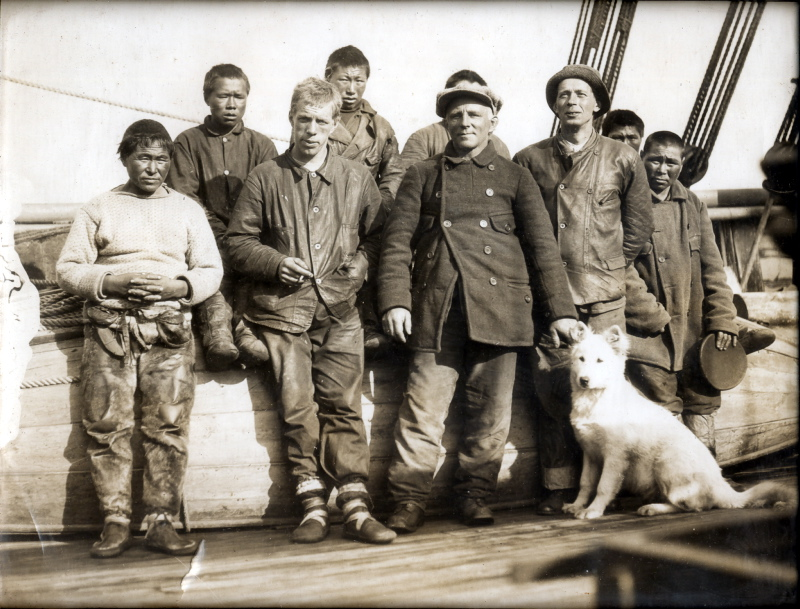
Photo de groupe autour de 1920 prise sur le Maud, navire de Roald Amundsen, avec les explorateurs polaires Guennadi Olonkine (troisième en partant de la gauche) et Oscar Wisting (tenant le chien).

Les besoins d'une station météorologique implantée sur le passage des perturbations atmosphériques venant du Groenland et du pôle Nord et se dirigeant vers la Norvège se fait sentir dès 1914 lorsque le professeur Kristian Birkeland d'Oslo réclame la construction d'une telle station sur l'île Jan Mayen. Malgré la mort de 125 chasseurs de phoques dans deux tempêtes survenues en 1917 et 1920, il faut attendre l'été 1921 pour qu'une station météorologique, aujourd'hui appelée Eldstemetten, soit construite sur la côte Sud de l'île,.
L'année suivante, l'Institut météorologique norvégien annexe l'île au profit de la Norvège afin d'y renforcer sa présence et un décret royal du 8 mai 1929 place l'île sous souveraineté norvégienne. Enfin, une loi du 27 février 1930 permet au Royaume de Norvège d'acheter l'île à différents propriétaires et de régler ainsi un litige sur la question de la propriété de l'île Jan Mayen.

#### Seconde Guerre mondiale

Carte de localisation des différentes stations météorologiques et radio de l'île Jan Mayen.

La souveraineté norvégienne sur l'île Jan Mayen ne connaît pas d'interruption depuis 1921 même durant la Seconde Guerre mondiale. Les Allemands envahissant et occupant la quasi-totalité de la Norvège à partir du 9 avril 1940, la famille royale norvégienne s'exile et organise une résistance. Le roi Haakon VII se préoccupe de la défense des rares territoires de son royaume encore libres dont l'île Jan Mayen où il envoie en 1941 un contingent militaire composé de quelques soldats ainsi qu'une nouvelle équipe scientifique afin d'y installer une présence norvégienne capable de repousser d'éventuelles tentatives d'invasions allemandes. L'équipe scientifique, qui a déserté et incendié la station météorologique d’Eldstemetten en 1940 afin qu'elle ne tombe pas aux mains des Allemands, en reconstruit alors une nouvelle à proximité de la garnison militaire, au pied du Beerenberg.
Cette nouvelle station fonctionne tout au long de la guerre malgré des bombardements aériens allemands. Durant ces attaques qui ne font aucun dégât, deux avions allemands s'écrasent sur l'île dont un quadrimoteur avec neuf membres d'équipage à son bord qui heurte le Beerenberg à proximité du campement norvégien en 1942. Après la fin du conflit, en 1950, des géologues britanniques retrouvent les débris de l'autre avion avec à son bord les restes des quatre membres d'équipage. Ceux-ci, ainsi que ceux du quadrimoteur, sont transférés au cimetière militaire de Narvik en 1959.
En 1943, les Américains sont autorisés à construire une station de radionavigation sur l'île Jan Mayen qu'ils installent en deux campements sur la côte Nord et Ouest et qu'ils baptisent Atlantic City. Cette station a pour principal objectif de localiser les stations météorologiques et radios allemandes installées au Groenland.

#### Développement des activités météorologique et radio

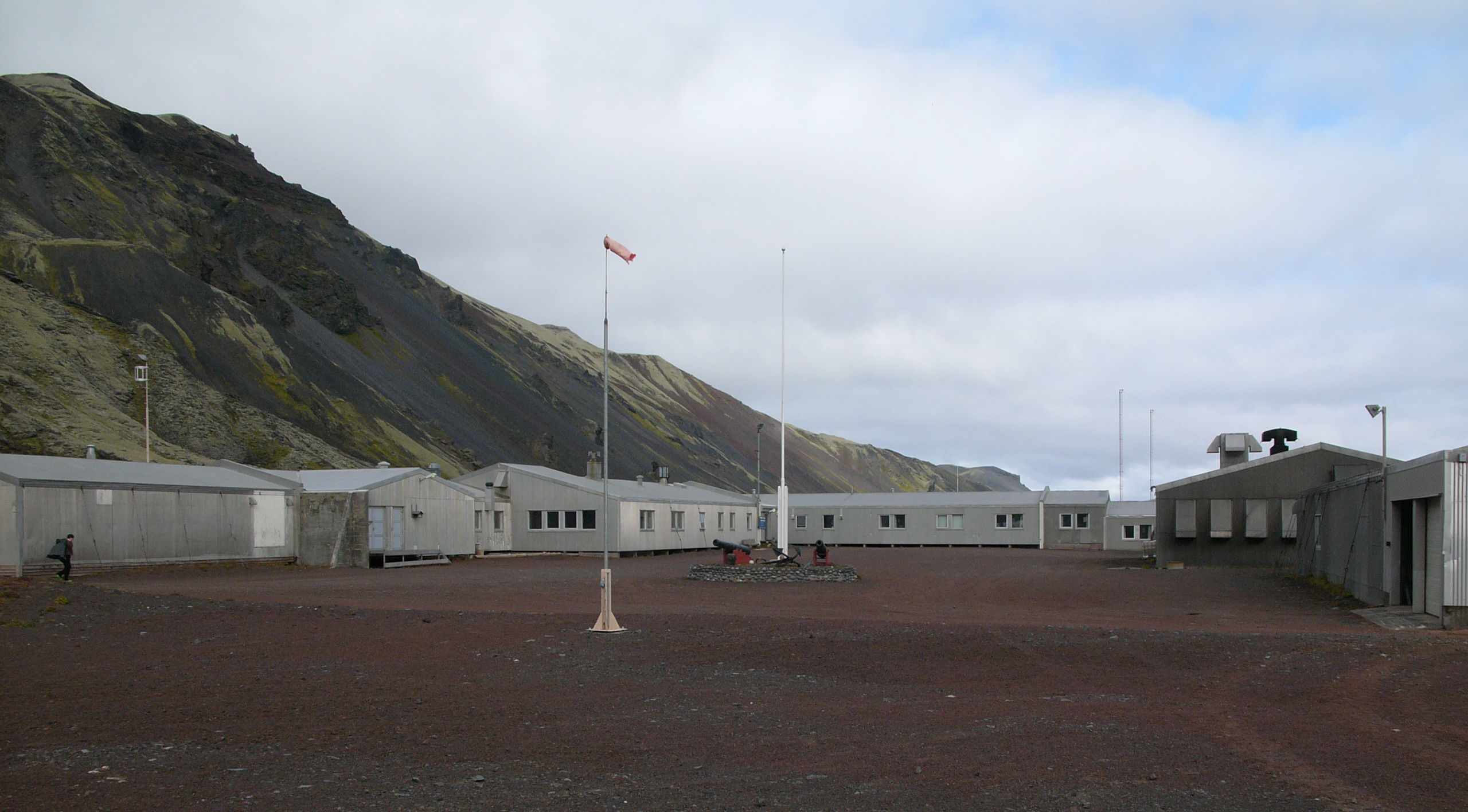
Vue d'Olonkinbyen en 2007.

À la fin de la Seconde Guerre mondiale, les météorologues norvégiens utilisent le campement Ouest de la station d'Atlantic City désertée par les Américains pour leurs prévisions jusqu'à ce qu'une nouvelle station appelée Gamlemetten soit construite non loin en 1949. Durant les dix années suivantes, la seule activité sur l'île se résume à des mesures météorologiques et des lâchers de ballons-sondes. La station est aussi équipée d'une radio permettant de relayer les messages entre la Norvège continentale et les bateaux croisant à proximité de l'île Jan Mayen. Cette radio permet ainsi de sécuriser le secteur pour les bateaux de pêche et les baleiniers qui sont assurés de voir leurs éventuels appels de détresse entendus.
L'activité sur l'île Jan Mayen se diversifie sous l'impulsion de l'OTAN lorsqu'une station de radionavigation du réseau LORAN-C est installée sur l'île en 1959 avec l'érection d'une antenne haubanée à ondes longues de 190 mètres de hauteur. Cette station, placée sous la responsabilité de l'Administration norvégienne de communication et de défense ou NORECA, est reliée à celles d'Islande, des îles Féroé, de la Norvège continentale et d'Allemagne. À cette occasion, un nouveau site est aménagé sur la côte Sud-Est de l'île : des logements, des lieux de vie, des locaux techniques et une station énergétique sont construits et l'ensemble est baptisé Olonkinbyen, en anglais Olonkin City, en l'honneur de l'un des vétérans de l'île Jan Mayen. L'année suivante, un nouvel émetteur est adjoint au premier ce qui nécessite de nouveaux travaux. La construction d'Olonkinbyen n'ayant pas été aisée en l'absence de port, une piste d'atterrissage est construite sur l'isthme de l'île. Cette piste permet à l'avion de devenir le principal moyen de transport reliant l'île Jan Mayen au reste du monde par le biais d'une douzaine de rotations par an, le premier atterrissage s'étant effectué en 1961. Désormais, seul le ravitaillement en carburant et en matériels ne pouvant être transportés par les airs continue de se faire par bateau en été.
Depuis le déménagement de la station météorologique, baptisée Metten, à proximité de la piste d'atterrissage en 1962, les implantations et les activités humaines se concentrent sur une zone côtière de cinq kilomètres de longueur sur la côte sud-est de l'île.
Malgré la guerre froide et la position stratégique de l'île Jan Mayen située sur une des routes maritimes reliant l'océan Atlantique Nord à l'océan Arctique, la station LORAN-C constitue la seule construction de l'OTAN sur l'île qui n'abrite aucune installation militaire. En effet, des bases de l'OTAN existent déjà dans les territoires environnants comme le Groenland, l'Islande ou la Norvège et l'île est en retrait du détroit de Danemark, maillon du GIUK, ce qui n'y permet pas le développement du SOSUS. À partir du début des années 1980, des accords maritimes sont fixés avec les territoires voisins : exploitation des ressources maritimes avec l'Islande le 22 octobre 1981, établissement de la frontière maritime avec le Groenland le 14 juin 1993 et en juillet 1994.

## Activités

### Administration

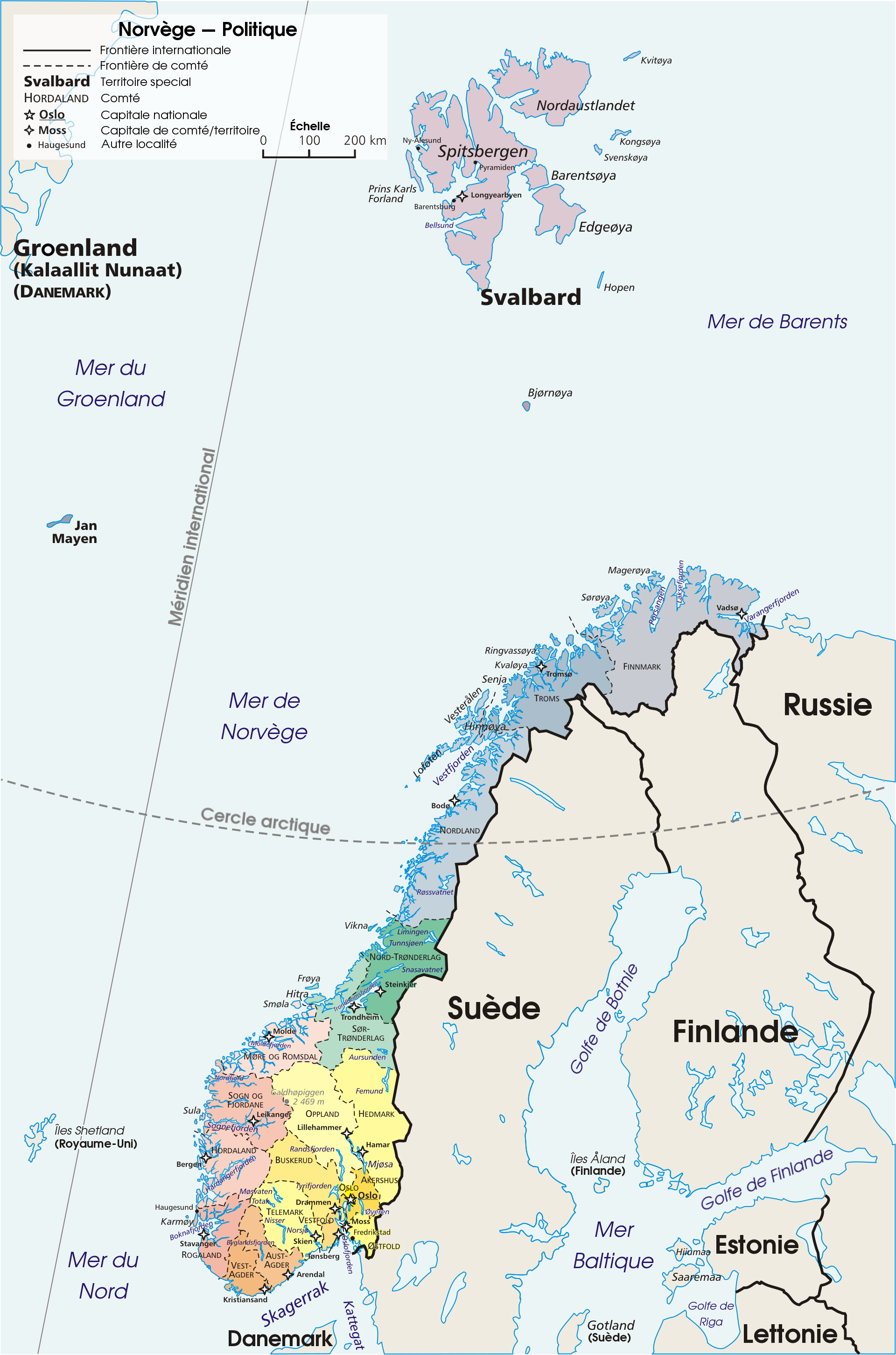
Carte politique de la Norvège.

L'île Jan Mayen ne constitue pas seulement un territoire appartenant à la Norvège qui y exerce sa souveraineté et y applique ses lois mais devient aussi une propriété de l'État norvégien par une loi du 27 février 1930. Depuis août 1994, l'île est administrée depuis Oslo par le fylkesmann du comté de Nordland qui se trouve sur le continent européen, l'autorité directe sur l'île étant toutefois confiée à un commandant de station, en anglais Station commander,.
Selon le code ISO 3166-1, l'île Jan Mayen est réunie avec le Svalbard sous la dénomination « Svalbard et Jan Mayen » abrégée en « SJ ».

### Présences et activités humaines

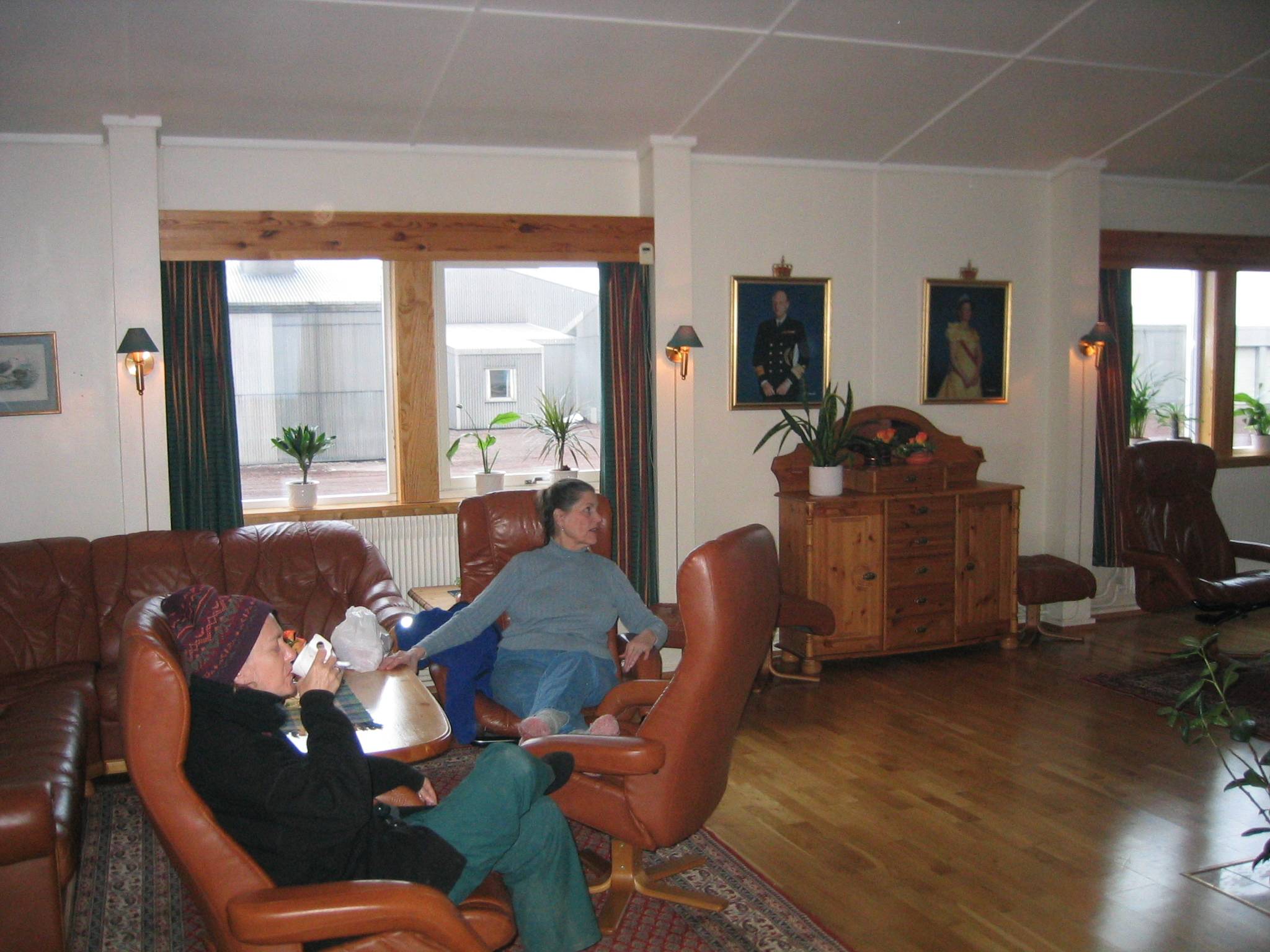
Vue de la salle commune d'Olonkinbyen.

L'île Jan Mayen est une île habitée en permanence bien que les équipes des stations météorologiques et de radionavigation, 88 entre 1948 et 2009, soient relayées tous les six mois en avril et en octobre. L'île compte 18 habitants pour le contingent de l'hiver 2009-2010 composant les équipes de la station météorologique, de la station LORAN-C et du personnel de maintenance,. L'ensemble de ce personnel vit à Olonkinbyen, le seul endroit habité de l'île, situé sur la côte orientale de Sør-Jan et composé de logements, d'ateliers techniques et d'une station énergétique. La seule route de l'île relie Olonkinbyen à la station météorologique située à trois kilomètres au nord, à l'extrémité sud de la seule piste d'atterrissage de l'île Jan Mayen. L'île ne possédant ni port, ni jetée, le ravitaillement par bateau ne concerne que le carburant et le matériel débarqué à l'aide de barges et de canots. Le personnel et les vivres sont quant à eux pris en charge par la douzaine de rotations aériennes assurées par l'armée de l'air norvégienne depuis le continent,. Outre la station météorologique et la station LORAN, l'île Jan Mayen abrite un sismographe de l'Université de Bergen, un magnétomètre de l'Université de Tromsø et depuis 1995 une station radio commandée par satellite à partir de Bodø. L'ensemble des infrastructures et des activités humaines se concentrent ainsi depuis 1962 sur cinq kilomètres de la côte Sud-Est de l'île.
Située à trois kilomètres au nord d’Olonkinbyen, la station météorologique réalise des mesures visant à établir des prévisions météorologiques grâce à des lâchers de ballons-sondes deux fois par jour et des relevés de données six fois par jour. L'île Jan Mayen constitue en outre un lieu d'étude et de recherche sur les courants marins et leurs masses d'air associées car l'île se situe au contact des deux principaux courants de cette région du globe : le courant du Groenland oriental et la dérive nord atlantique.
La station LORAN-C a constitué un des maillons du réseau de l'Atlantique Nord de radionavigation à basse fréquence hyperbolique du réseau LORAN. L'ancien émetteur, constitué d'une antenne haubanée de 190 mètres de hauteur, émettait huit pulsations toutes les 0,07 seconde sur un premier canal et huit pulsations toutes les 0,09 seconde sur un second canal. Le décalage de réception entre les pulsations reçues des différents émetteurs de la région permettait ainsi de calculer une position, les émetteurs étant synchronisés grâce à une horloge atomique au césium. Malgré son efficacité et bien qu'il soit utilisé pour apporter des corrections de positionnement aux satellites, ce système de radionavigation est remis en question avec le développement du système GPS et démantelé en 2015.
L'isolement et le climat rude offrent peu de possibilité de loisirs aux équipes qui pratiquent néanmoins la construction navale, le radioamateurisme, la pêche, l'alpinisme, la peinture ou encore le tir. Le personnel de la station météorologique, perpétuant la tradition des premiers scientifiques établis sur l'île, continue d'entretenir des chiens (Canis familiaris) servant à l'origine à monter la garde contre les Ours blancs (Ursus maritimus), bien que le dernier vivant ait été aperçu sur l'île en 1990 et qu'une carcasse récente ait été retrouvée en 2022.
L'île Jan Mayen ne constitue pas une destination touristique facile d'accès car outre le fait qu'il n'y a ni port, ni structure d'accueil, ni possibilité d'hébergement pour les visiteurs, les vols commerciaux ou privés ne sont pas autorisés à atterrir et toute personne étrangère au personnel des stations doit obtenir l'autorisation du commandant de la station pour séjourner sur l'île. Une brève visite de la station était néanmoins possible avant l'épidémie mondiale de CoViD-19. Des navires de croisière partant de Norvège ou d'Islande et en route pour le Groenland ou le Svalbard croisent parfois à proximité de l'île Jan Mayen mais n'y accostent jamais. Une compagnie touristique norvégienne organise toutefois de courtes excursions sur l'île.

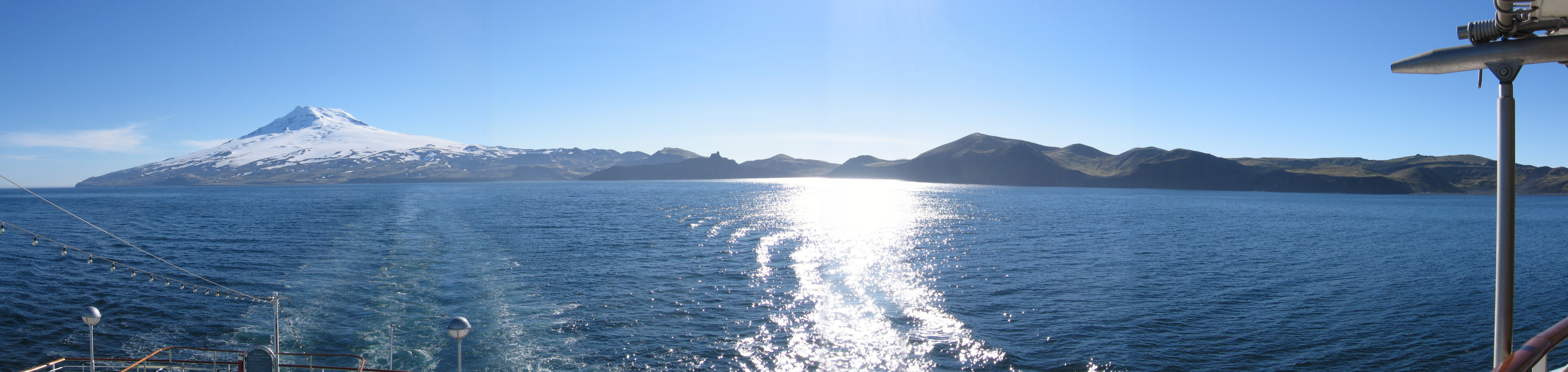
Vue panoramique de la côte nord-ouest de l'île Jan Mayen.

## Dans la culture
L'île apparaît dans différentes œuvres de fiction :
- une grande partie de l'action du roman Polaris (2015), de l'auteur espagnol Fernando Clemot, se déroule sur l'île Jan Mayen et au mouillage devant elle ;
- Tomb Raider: Underworld, jeu vidéo sorti en 2008, situe sur cette île l'entrée du Walhalla, où se trouve le Marteau de Thor, Mjöllnir ;
- dans Victoria 2, Europa Universalis 4 et Hearts of Iron 4, la nation de Jan Mayen est une nation easter egg jouable ;
- Jules Verne en fait mention dans son roman Voyage au centre de la Terre.

L'île est mentionnée à plusieurs reprises dans Dans la mer du Groenland - Les croisières du Pourquoi pas?, par l'explorateur Jean-Baptiste Charcot qui a notamment visité l'île en août 1926 à la recherche du Latham 47 piloté par l'aviateur René Guilbaud avec à son bord l'explorateur Roald Amundsen, disparu en juin lors d'une expédition dans l'Arctique.
Dans le film K-19 : Le Piège des profondeurs, le sous-marin K-19 doit croiser à proximité de l'île, présentée comme une base de l'OTAN. Le commandant du sous-marin dit avoir observé plusieurs fois l'île depuis son périscope et la décrit comme étant simplement « une montagne, pas d'arbres, quinze hommes, une station radio ».

### Source
- (en) « Site officiel de l'île Jan Mayen - Histoire »